# Abacetus alacer
Abacetus alacer es una especie de escarabajo terrestre de la subfamilia Pterostichinae.  Fue descrita por Peringuey en 1896 y es una especie endémica de Zimbabwe, África. 